# Capriviho pruh
Výběžek Caprivi (zvaný také Itenge, Pás Caprivi nebo Capriviho výběžek) je strategicky významná oblast na severovýchodě Namibie. Namibijská vláda v roce 2014 změnila původní název regionu z období německého kolonialismu na nový oficiální název Region Zambezi. Oblast byla pojmenovaná po německém kancléři Leo von Caprivi de Caprera de Montecuccoliovi. Je obývaná etnickou skupinou Lozi a je zčásti ohraničena řekami Okawango, Kwango, Zambezi a Chobe. Politicky je region sevřen ze severu územím Angoly a Zambie a z jihu Botswanou, na východě se na dohled přibližuje k území Zimbabwe.
Hlavním smyslem vzniku tohoto cca 500 km dlouhého a místy jen 30 km širokého pruhu území bylo zajištění přístupu převážně pouštní Namibie (původně Německé jihozápadní Afriky) k řece Zambezi.
Odehrál se zde Caprivský konflikt mezi Namibií a Caprivskou osvobozeneckou armádou, která se snažila získat nezávislost na Namibii.

## Historie
V roce 1890 se toto území stalo součástí Německé jihozápadní Afriky: Němci je získali od Angličanů, aby měli přístup k řece Zambezi a tím i k Indickému oceánu, u něhož ležela další jejich država, dnešní Tanzanie (plán se nezdařil, neboť Zambezi není kvůli Viktoriiným vodopádům splavná). Území bylo pojmenováno podle tehdejšího německého kancléře Lea von Caprivi (jeho rodina měla kořeny v dnešním Slovinsku, jeho předci se psali Kopriva).
Caprivi má okolo 20 000 kilometrů čtverečních a přes 80 000 obyvatel, hlavním městem je Katima Mulilo (asi 20 000 obyvatel). Během jihoafrické okupace bylo Caprivi polonezávislým bantustanem a sloužilo jako vojenská základna pro angolské protivládní hnutí UNITA. V roce 1990 se stalo součástí samostatné Namibie, v roce 1994 vypuklo povstání za nezávislost, vedené Mushakem Muyongem a jeho Armádou osvobození Caprivi (CLA). Důvody byly jak etnické (obyvatelé Caprivi patří převážně k národu Loziů, také známému jak Barotse, kdežto v Namibii vládnou většinoví Ovambové), tak ekonomické: oblast má zachovanou přírodu i značné nerostné zdroje. Po několika ozbrojených srážkách bylo povstání potlačeno a Muyongo uprchl do Dánska. Stabilizace poměrů umožňuje využití regionu, převážně pro ekoturistiku.
V roce 2013 se namibijské úřady rozhodly odstranit geografické názvy spojené s koloniálním obdobím. V rámci akce bylo Caprivi oficiálně přejmenováno na region Zambezi.

## Galerie

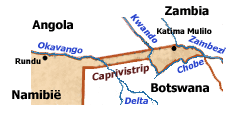
Mapa výběžku Caprivi
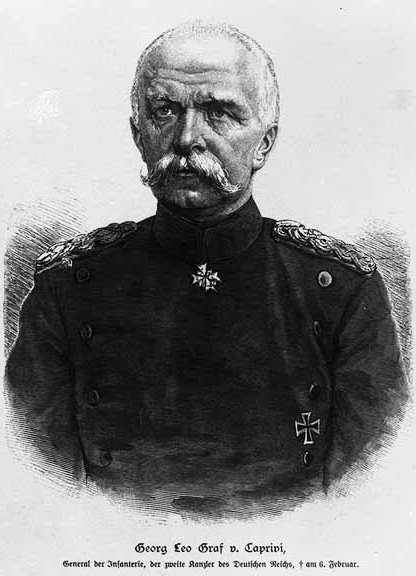
Německý kancléř Leo von Caprivi, který dal jméno Capriviho výběžku
Vlajka Capriviho výběžku